# Catedrala Sfântul Martin din Bratislava
Catedrala Sfântul Martin (în slovacă Katedrála svätého Martina, în maghiară Szent Márton-dóm, alternativ Koronázó templom, în germană Kathedrale des Heiligen Martin) este un monument istoric și de arhitectură din Bratislava, catedrala Arhidiecezei de Bratislava.
În această catedrală este înmormântat cardinalul orădean Péter Pázmány.